# Egyszerű processzorok aszinkron tömbje
Az egyszerű processzorok aszinkron tömbje (Asynchronous array of simple processors, AsAP) egy összetett többprocesszoros architektúra, amely felépítésében csökkentett komplexitású (igen egyszerű) programozható processzorokat tartalmaz kétdimenziós tömb (síkbeli) elrendezésben; a processzorok kicsi saját memóriákkal vannak ellátva, és egy újrakonfigurálható szövevényes hálózattal kapcsolódnak egymáshoz. Az AsAP processzort a University of California, Davis VLSI Computation Laboratory (VCL) laboratóriumának kutatói fejlesztették ki. A processzor nagy teljesítményt és hatékony energiafelhasználást valósít meg, viszonylag kicsi áramkörfelületen. Az AsAP processzorok a jövőbeli technológiák alkalmazásának előfutárai.
A processzortömb elemei "globálisan aszinkron, lokálisan szinkron (GALS)" módszerrel vezérlik a végrehajtást, tehát a csipet nem egy egységes külső órajel szinkronizálja, működéséhez nincs szükség külső órajelfrekvencia-forrásra (nem szükséges semmilyen globális frekvencia vagy fázistartó jel vagy külső kristályoszcillátor). Az összetevő processzorok saját oszcillátorokkal rendelkeznek, amelyek teljesen leállhatnak 9 órajelciklus alatt, mikor a processzornak nincs semmilyen feladata, és kevesebb mint egy ciklus alatt teljes sebességen újraindulnak, mikor megkapnak egy elvégzendő feladatot.
A multiprocesszoros architektúra hatékonyan alkalmazza a feladatszintű párhuzamosságot számos komplex DSP alkalmazásban, és hasonlóan hatékonyan számít sok egyéb nagyobb feladatot a finomszemcsés párhuzamosság kihasználásával.

## Fontosabb tulajdonságok
Az AsAP számos újszerű tulajdonsággal rendelkezik, ezek közül a legjelentősebbek:
- Egycsipes multiprocesszoros architektúra (CMP) – ami azt jelenti, hogy a multiprocesszoros rendszert egy csipen valósították meg, tehát a viszonylag egyszerű processzorok egyetlen lapkán vannak felépítve, egy szabályos négyzetrácsban, mint az iskolai kockás füzet. Ezt az architektúrát a nagy teljesítmény és a kis fogyasztás céljaira tervezték, elsősorban digitális jelfeldolgozási – DSP – alkalmazásokhoz.
- Kis memóriák és egyszerű architektúra az összetevő processzorokban, ami növeli az energiafelhasználás hatékonyságát is.
- A globálisan aszinkron, lokálisan szinkron (GALS) ütemezés egyszerűsíti az órajel-elosztó rendszert, elősegíti a skálázhatóságot, és az energiaveszteség további csökkentésére is használható.
- A processzorok közötti kommunikációt a legközelebbi szomszédokhoz kapcsolódó hálózat végzi, ami elkerüli a hosszú csatlakozóvonalakat és növeli skálázhatóságot, így lehetővé válik nagy tömbök kialakítása, fejlett gyártási technológiákkal. Minden processzor bármelyik két szomszédjától kaphat adatokat, és négy szomszédjának küldhet adatot, tetszőleges kombinációban.

## AsAP 1 csip: 36 processzor
2005 májusában került a tape-out fázisba a 36 (6×6) programozható processzort tartalmazó csip. 0,18 μm-es CMOS, szintetizált standard cella technológiával készült csip és teljesen működőképes. A csipen lévő processzorok 1,8 voltos feszültségen 520-tól 540 MHz-ig terjedő órajelen működnek, minden egyes processzor átlagosan 32 mW hőt termel, 475 MHz-en történő alkalmazásvégrehajtás közben.
A legtöbb processzor 600 MHz-nél magasabb órafrekvencián fut 2,0 volton, ami az AsAP-ot a legmagasabb órajelű, egyetemen valaha tervezett és legyártott (programozható vagy nemprogramozható) processzorok közé helyezi; ennek az órajele a második legmagasabb a publikált kutatási cikkek alapján.
0,9 volton, 116 MHz-en egy alkalmazás átlagos fogyasztása processzoronként 2,4 mW. Egy processzor mindössze 0,66 mm² lapkafelületet foglal.

## AsAP 2 csip: 167 processzor

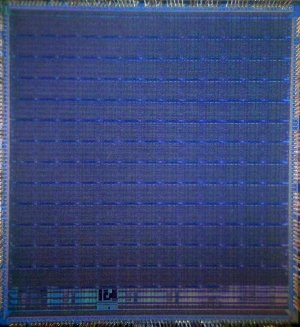
A második generációs 167 processzoros AsAP 2 csip lapkájának mikrofotója

A második generációs 65 nm-es CMOS kialakítás 167 processzort tartalmaz, külön gyors Fourier-transzformáció (FFT), Viterbi dekóder, és video mozgásbecslés céljaira kijelölt processzorokkal – a magok egy 13×13-as mátrixban vannak elrendezve, amelyből 164 a közönséges processzor, 3 pedig az FFT, Viterbi és mozgásbecslő processzor, amelyek több blokkot is foglalhatnak. A processzorban 3×16 KiB osztott (közös) memóriablokk van, és nagy távolságú processzorok közötti összeköttetés. A programozható processzorok egyedileg és dinamikusan képesek változtatni a saját üzemfeszültségüket és órajelfrekvenciájukat (dinamikus feszültség- és frekvenciaskálázás). A csip teljesen működőképes. A processzorok maximális órajele 1,2 GHz lehet 1,3 volton, és így ez a csip valószínűleg a legmagasabb órajelű legyártott, egyetemi tervezésű processzor. 1,2 V-on a processzorok 1,07 GHz órajelen működnek, disszipációjuk 47 mW 100%-os aktivitás mellett. 0,675 V-on órajelük 66 MHz, disszipációjuk 608 μW, szintén 100%-os aktivitás mellett. Ez az operációs pont 1 trillió MAC (szorzó-összegző utasítás) vagy ALU utasítás végrehajtását biztosítja másodpercenként 9,2 W energiaveszteséggel (disszipáció). A MIMD architektúra és a finomszemcsés órajeloszcillátor-lassítás miatt az egy műveletre jutó energiahatékonyság nagymértékben változó terhelés mellett is szinte tökéletesen állandó, ami nem mondható el az egyéb architektúrák többségéről.

## Alkalmazások
Több DSP és általános feladat kódolása elkészült az AsAP processzorra. A leképzett feladatok között megtalálhatók: szűrők, konvolúciós kódolók, interleaverek, rendezés, négyzetgyökvonás, CORDIC sin/cos/arcsin/arccos függvények, mátrix-szorzás, álvéletlenszám-generátorok, gyors Fourier transzformációk (FFT) 32–1024 hosszakra, egy teljes k=7 Viterbi dekóder, egy JPEG kódoló, egy teljes kompatibilis baseband processzor IEEE 802.11a/g vezeték nélküli LAN adó- és vevőhöz, és egy teljes CAVLC tömörítési blokk H.264 kódolóhoz. A blokkok közvetlenül csatlakoznak egymáshoz, bármilyen hardveres változtatás nélkül. A fogyasztás, teljesítmény és felület mutatói jellemzően sokszor jobbak, mint a létező programozható DSP processzorok esetében.
Az architektúra lehetővé teszi a tervezés és a processzorok közötti, teljesen hardveresen vezérelt időzítés tiszta szétválasztását. A nemrég elkészült C fordító és automatikus leképező eszköz tovább egyszerűsíti a programozást.

## Fordítás
Ez a szócikk részben vagy egészben  az   Asynchronous array of simple processors című angol Wikipédia-szócikk ezen változatának fordításán alapul.  Az eredeti cikk szerkesztőit annak laptörténete sorolja fel. Ez a jelzés csupán a megfogalmazás eredetét és a szerzői jogokat jelzi, nem szolgál a cikkben szereplő információk forrásmegjelöléseként.